# Justicia petiolaris
Justicia petiolaris är en akantusväxtart. Justicia petiolaris ingår i släktet Justicia och familjen akantusväxter.

## Underarter
Arten delas in i följande underarter:
- J. p. bowiei
- J. p. incerta
- J. p. petiolaris

## Bildgalleri

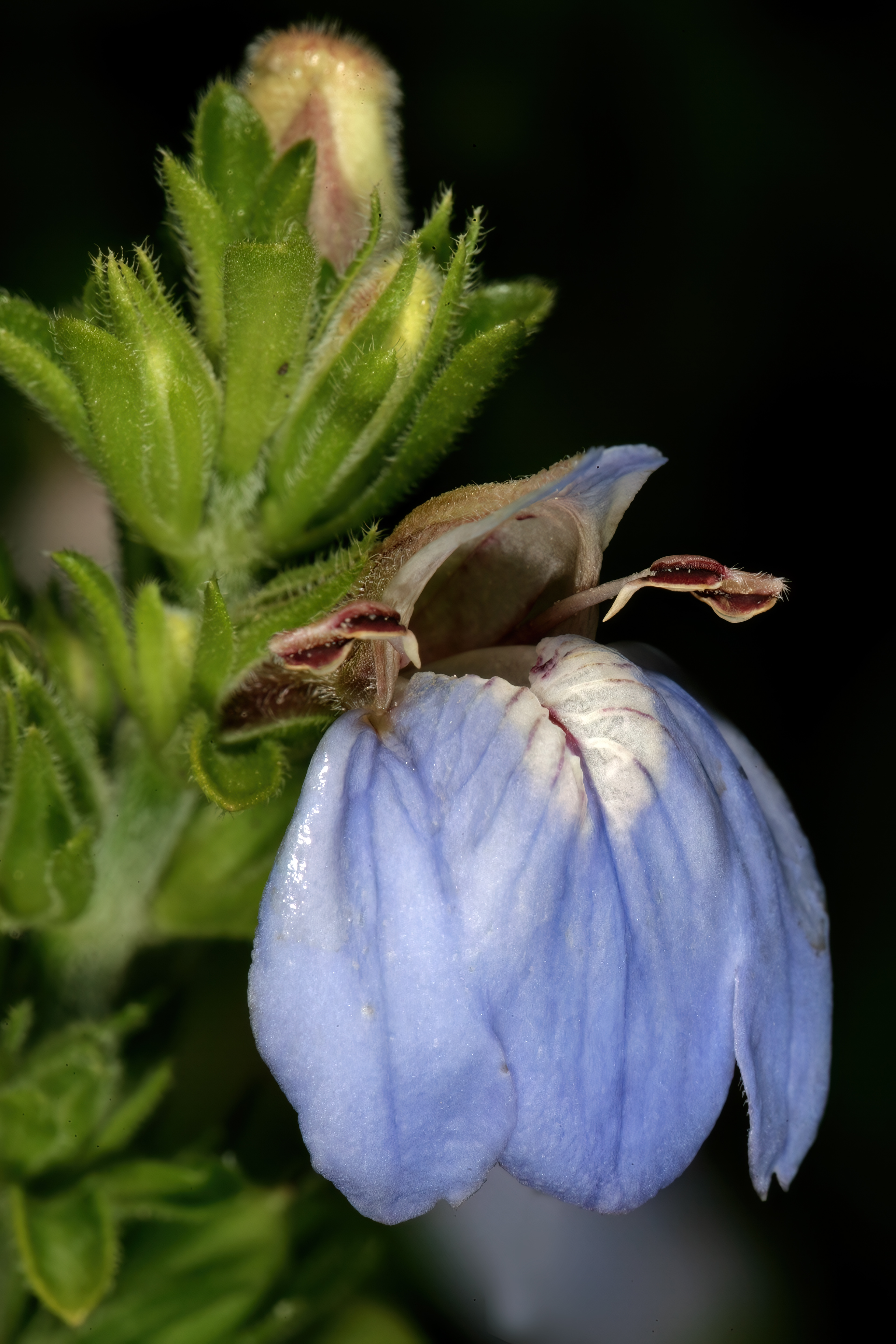
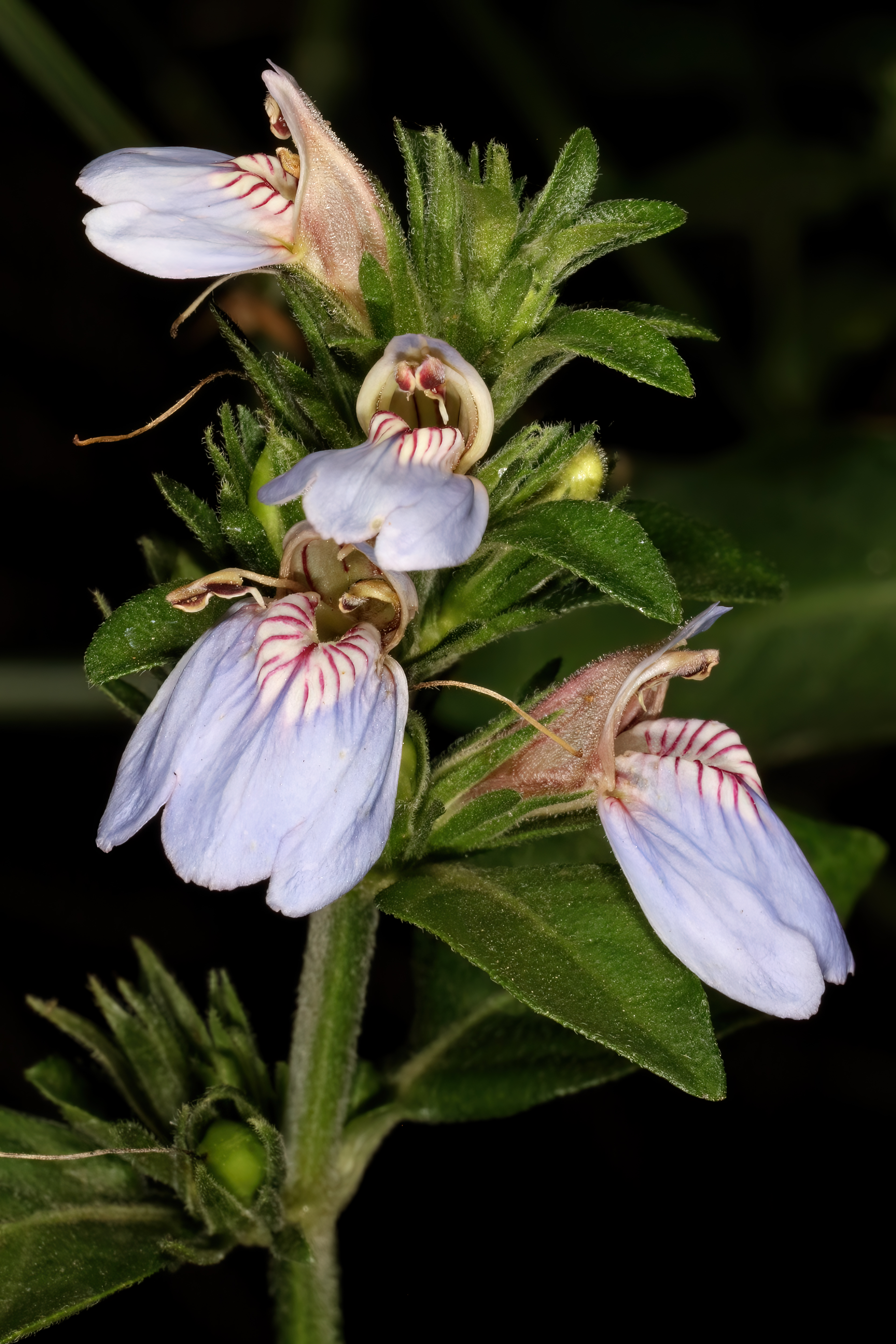
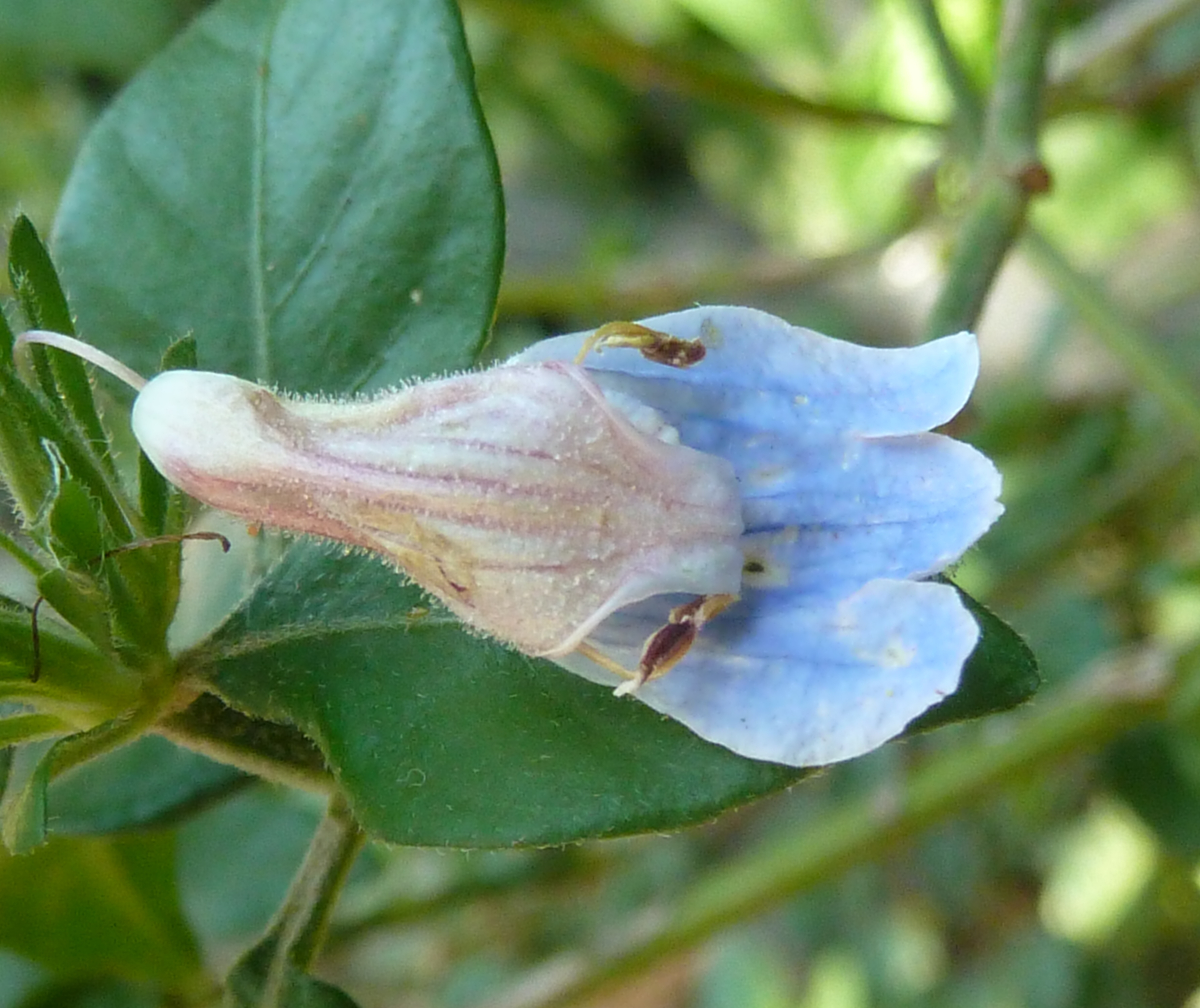